# نصيرو أليو
نصيرو أليو (بالإنجليزية: Nasiru Aliyu)‏ هو لاعب كرة قدم نيجيري في مركز الوسط، ولد في 20 أكتوبر 1990. لعب مع كانيمي ويريورز وكوارا يونايتد.